# 1712 Angola
Angola (asteróide 1712) é um asteróide da cintura principal com um diâmetro de 59,48 quilómetros, a 2,7111045 UA. Possui uma excentricidade de 0,1459904 e um período orbital de 2 065,96 dias (5,66 anos).
Angola tem uma velocidade orbital média de 16,71671692 km/s e uma inclinação de 19,33365º.
Esse asteróide foi descoberto em 28 de Maio de 1935 por Cyril Jackson.